# The Mummy!
The Mummy! A Tale of the Twenty-Second Century est un roman britannique de science-fiction écrit par Jane Wells Webb Loudon et paru en 1827. Il relate la résurrection d'une momie égyptienne antique nommée Chéops en l'an 2126. Le roman décrit également un futur rempli de nouvelles technologies et est l'un des premiers à mettre en scène une malédiction liée à la profanation d'une momie.

## Analyse
Beaucoup des thèmes et des idées du roman s'inspirent du roman Frankenstein ou le Prométhée moderne de Mary Shelley, roman auquel Jane C. Loudon souhaitait répondre avec The Mummy !. Contrairement au roman de Shelley, qui véhicule des réflexions politiques alors considérées comme libérales et qui causèrent parfois des réactions scandalisées parmi ses lecteurs, le roman de Loudon utilise l'anticipation comme moyen de développer des réflexions conservatrices sur les grandes questions politiques et sociales, en mettant par exemple en scène dans son premier chapitre l'échec d'une expérience de gouvernement démocratique au Royaume-Uni,.